# 라스트포원
라스트포원(Last For One)은 대한민국의 비보이 그룹이다. 2002년에 전북 전주에서 결성된 이후 2005년에 배틀 오브 더 이어(세계 메이져 비보이 대회)에서 우승을 차지하며 세계에 이름을 알렸다. 2006년에 대한민국 최초로 가야금과 비보이를 접목한 퍼포먼스 콘텐츠를 선보여 대중화에 기여하였으며 현재 전문예술법인단체로서 공연기획 및 교육 사업 위주로 활발히 활동중이다.(대표 조성국)
- 2006 환경재단 선정 세상을 밝게 만든 100인상
- 2015년~2022년 전주시 홍보대사 위촉 및 활동
- 2022 대한민국 브레이킹 초대 국가대표 감독 (단장 조성국) 역임

## 수상 내역
- 2003 오사카 배틀오브히라파 우승
- 2003 인피니트 배틀 우승
- 2004 리바이스 배틀마스터 우승
- 2004 UK BBOY CHAMPIONSHIP 우승(비트조)
- 2004 리바이스 배틀마스터 vol.2  우승
- 2005 독일 BATTLE OF THE YEAR 인터내셔날 우승
- 2005 UK BBOY CHAMPIONSHIP 우승(비트조, 제로나인)
- 2006 독일 BATTLE OF THE YEAR 인터내셔날 준우승
- 2006 환경재단 선정 <세상을 밝게 만든100인상>수상
- 2007 에딘버러 CASTLE ROCK BATTLE 우승
- 2011 프랑스 UNVSTI BATTLE 우승
- 2014 제8회 전주비보이그랑프리 우승
- 2015 프랑스 TROPHEE MASTERS 한국대표 선발전 우승
- 2018 제5회 부천전국비보이대회 BOMB JAM 준우승